# Tintinnabuli
Tintinnabuli (sing. tintinnabulum, latinski za "zvono") je postmodernistička i minimalistička skladateljska tehnika koju je utemeljio estonski skladatelj Arvo Pärt, a koju je prvi puta koristio u djelu Für Alina iz 1976. godine. Tehnika je postala izrazito popularna zahvaljujući skladbi Spiegel im Spiegel iz 1978. godine. Ovaj vrlo jednostavni stil inspiriran je Pärtovim proučavanjem srednjovjekovne i renesansne sakralne glazbe, kojima se bavio nakon što su sovjetski cenzori zabranili njegova rana, modernistička i avangardna djela. U tehničkom smislu, tintinnabuli koristi dvije vrste glasova. Prvi je tzv. "tintinnabuli glas" koji koristi arpeggio kako bi naglasio akorde, dok se drugi uglavnom razvija dijatonski i kreće stepenasto. Djela su uglavnom polagana i medidativna, a imaju vrlo minimalistički pristup notaciji i izvođenju. Jedan od ranih primjera je i Cantus in Memoriam Benjamin Britten. Iako je Pärtov stil evoluirao od 1970-ih godina, ova osnova karakterizira sva njegova naknadna djela. 

## Vanjske poveznice
- (njem.) A Windows PC tool which can be used to generate tintinnabuli voicings in real-time: Arv-o-mat 1.10